# Calificări în Liga Campionilor EHF Feminin 2016-2017
Acest articol descrie calificările în Liga Campionilor EHF Feminin 2016-2017.

## Etapa calificărilor
12 echipe au luat parte la barajele de calificare. Ele au fost trase la sorți în trei grupe de câte patru echipe, unde au jucat o semifinală și o finală sau un meci pentru locurile 3-4. Câștigătoarele barajelor de calificare s-au calificat în faza grupelor. Tragerea la sorți a avut loc pe 29 iunie 2016, în Viena, Austria.

### Distribuția în urnele valorice
Distribuția în urnele valorice a fost anunțată pe 27 iunie 2016.
| Urna 1                            | Urna a 2-a                                                   | Urna a 3-a                                      | Urna a 4-a                                         |
| --------------------------------- | ------------------------------------------------------------ | ----------------------------------------------- | -------------------------------------------------- |
| Glassverket IF HC Leipzig RK Krim | Hypo Niederösterreich Podravka Koprivnica MKS Selgros Lublin | Indeco Conversano BM Bera Bera SERCODAK Dalfsen | HC Gomel Yenimahalle Belediyesi IUVENTA Michalovce |

## Turneul 1 de calificare
Turneul 1 de calificare s-a desfășurat la Drammen, în Norvegia.
|  | Semifinalele       | Semifinalele       |    |                    | Finala             | Finala |  |
|  |                    |                    |    |                    |                    |        |  |
|  | 10 septembrie 2016 |                    |    |                    |                    |        |  |
|  | Glassverket IF     | 34                 |    |                    |                    |        |  |
|  | Yenimahalle        | 23                 |    |                    |                    |        |  |
|  |                    |                    |    |                    |                    |        |  |
|  |                    |                    |    |                    | 11 septembrie 2016 |        |  |
|  |                    |                    |    |                    | Glassverket IF     | 28     |  |
|  |                    | Podravka           | 19 |                    |                    |        |  |
|  |                    |                    |    |                    |                    |        |  |
|  |                    |                    |    |                    |                    |        |  |
|  |                    |                    |    |                    | Locurile 3-4       |        |  |
|  | 10 septembrie 2016 | 10 septembrie 2016 |    | 11 septembrie 2016 | 11 septembrie 2016 |        |  |
|  | Podravka           | 30                 |    | Yenimahalle        | 31                 |        |  |
|  | SERCODAK           | 17                 |    |                    | SERCODAK           | 22     |  |

### Semifinalele
| 10 septembrie 2016 16:30 | Glassverket IF | 34 – 23 | Yenimahalle Belediyesi | Drammenshallen, Drammen Asistență: 450 Arbitri: Vujačić, Kažanegra |
| 10 septembrie 2016 16:30 | Wolff 6        | (15–9)  | trei jucătoare 4       | Drammenshallen, Drammen Asistență: 450 Arbitri: Vujačić, Kažanegra |
| 10 septembrie 2016 16:30 | 3×             | Cronica | 4× 2×                  | Drammenshallen, Drammen Asistență: 450 Arbitri: Vujačić, Kažanegra |

| 10 septembrie 2016 19:00 | Podravka Koprivnica | 30 – 17 | SERCODAK Dalfsen   | Drammenshallen, Drammen Asistență: 105 Arbitri: Năstase, Stancu |
| 10 septembrie 2016 19:00 | Vidak 9             | (13–7)  | Noordink, Nusser 4 | Drammenshallen, Drammen Asistență: 105 Arbitri: Năstase, Stancu |
| 10 septembrie 2016 19:00 | 8× 3× 2×            | Cronica | 3× 2×              | Drammenshallen, Drammen Asistență: 105 Arbitri: Năstase, Stancu |

### Finala mică
| 11 septembrie 2016 15:30 | Yenimahalle Belediyesi | 31 – 22 | SERCODAK Dalfsen | Drammenshallen, Drammen Asistență: 125 Arbitri: Vujačić, Kažanegra |
| 11 septembrie 2016 15:30 | Laiuk 9                | (17–12) | Pavković 5       | Drammenshallen, Drammen Asistență: 125 Arbitri: Vujačić, Kažanegra |
| 11 septembrie 2016 15:30 | 4× 3×                  | Cronica | 3× 1×            | Drammenshallen, Drammen Asistență: 125 Arbitri: Vujačić, Kažanegra |

### Finala
| 11 septembrie 2016 18:00 | Glassverket IF | 28 – 19 | Podravka Koprivnica | Drammenshallen, Drammen Asistență: 510 Arbitri: Năstase, Stancu |
| 11 septembrie 2016 18:00 | Christensen 10 | (12–12) | trei jucătoare 4    | Drammenshallen, Drammen Asistență: 510 Arbitri: Năstase, Stancu |
| 11 septembrie 2016 18:00 | 3×             | Cronica | 4× 3×               | Drammenshallen, Drammen Asistență: 510 Arbitri: Năstase, Stancu |

## Turneul 2 de calificare
Turneul 2 de calificare s-a desfășurat la San Sebastián, în Spania.
|  | Semifinalele      | Semifinalele      |    |                    | Finala             | Finala |  |
|  |                   |                   |    |                    |                    |        |  |
|  | 9 septembrie 2016 |                   |    |                    |                    |        |  |
|  | HC Leipzig        | 29                |    |                    |                    |        |  |
|  | HC Gomel          | 18                |    |                    |                    |        |  |
|  |                   |                   |    |                    |                    |        |  |
|  |                   |                   |    |                    | 10 septembrie 2016 |        |  |
|  |                   |                   |    |                    | HC Leipzig         | 32     |  |
|  |                   | Hypo NÖ           | 30 |                    |                    |        |  |
|  |                   |                   |    |                    |                    |        |  |
|  |                   |                   |    |                    |                    |        |  |
|  |                   |                   |    |                    | Locurile 3-4       |        |  |
|  | 9 septembrie 2016 | 9 septembrie 2016 |    | 10 septembrie 2016 | 10 septembrie 2016 |        |  |
|  | Hypo NÖ           | 25                |    | HC Gomel           | 20                 |        |  |
|  | BM Bera Bera      | 21                |    |                    | BM Bera Bera       | 28     |  |

### Semifinalele
| 9 septembrie 2016 16:00 | HC Leipzig     | 29 – 18 | HC Gomel             | Polideportivo Bidebieta, San Sebastián Asistență: 1.000 Arbitri: Tzaferopoulos, Bethmann |
| 9 septembrie 2016 16:00 | Kudłacz-Gloc 7 | (13–6)  | Ahramenka, Dronova 4 | Polideportivo Bidebieta, San Sebastián Asistență: 1.000 Arbitri: Tzaferopoulos, Bethmann |
| 9 septembrie 2016 16:00 | 3×             | Cronica | 1× 3×                | Polideportivo Bidebieta, San Sebastián Asistență: 1.000 Arbitri: Tzaferopoulos, Bethmann |

| 9 septembrie 2016 18:30 | Hypo Niederösterreich | 25 – 21 | BM Bera Bera | Polideportivo Bidebieta, San Sebastián Asistență: 2.000 Arbitri: Opava, Válek |
| 9 septembrie 2016 18:30 | Aćimović 8            | (14–12) | Fernández 4  | Polideportivo Bidebieta, San Sebastián Asistență: 2.000 Arbitri: Opava, Válek |
| 9 septembrie 2016 18:30 | 3×                    | Cronica | 2×           | Polideportivo Bidebieta, San Sebastián Asistență: 2.000 Arbitri: Opava, Válek |

### Finala mică
| 10 septembrie 2016 16:00 | HC Gomel  | 20 – 28 | BM Bera Bera | Polideportivo Bidebieta, San Sebastián Asistență: 1.500 Arbitri: Tzaferopoulos, Bethmann |
| 10 septembrie 2016 16:00 | Dronova 5 | (12–14) | López 8      | Polideportivo Bidebieta, San Sebastián Asistență: 1.500 Arbitri: Tzaferopoulos, Bethmann |
| 10 septembrie 2016 16:00 | 2× 3×     | Cronica | 4× 3×        | Polideportivo Bidebieta, San Sebastián Asistență: 1.500 Arbitri: Tzaferopoulos, Bethmann |

### Finala
| 10 septembrie 2016 18:30 | HC Leipzig     | 32 – 30 | Hypo Niederösterreich | Polideportivo Bidebieta, San Sebastián Asistență: 1.250 Arbitri: Opava, Válek |
| 10 septembrie 2016 18:30 | Kudłacz-Gloc 9 | (15–16) | Aćimović 14           | Polideportivo Bidebieta, San Sebastián Asistență: 1.250 Arbitri: Opava, Válek |
| 10 septembrie 2016 18:30 | 3×             | Cronica | 3× 2×                 | Polideportivo Bidebieta, San Sebastián Asistență: 1.250 Arbitri: Opava, Válek |

## Turneul 3 de calificare
Turneul 3 de calificare s-a desfășurat la Ljubljana, în Slovenia.
|  | Semifinalele       | Semifinalele       |    |                    | Finala             | Finala |  |
|  |                    |                    |    |                    |                    |        |  |
|  | 10 septembrie 2016 |                    |    |                    |                    |        |  |
|  | RK Krim            | 28                 |    |                    |                    |        |  |
|  | IUVENTA            | 22                 |    |                    |                    |        |  |
|  |                    |                    |    |                    |                    |        |  |
|  |                    |                    |    |                    | 11 septembrie 2016 |        |  |
|  |                    |                    |    |                    | RK Krim            | 37     |  |
|  |                    | Conversano         | 16 |                    |                    |        |  |
|  |                    |                    |    |                    |                    |        |  |
|  |                    |                    |    |                    |                    |        |  |
|  |                    |                    |    |                    | Locurile 3-4       |        |  |
|  | 10 septembrie 2016 | 10 septembrie 2016 |    | 11 septembrie 2016 | 11 septembrie 2016 |        |  |
|  | MKS Lublin         | 27                 |    | IUVENTA            | 21                 |        |  |
|  | Conversano         | 28                 |    |                    | MKS Lublin         | 33     |  |

### Semifinalele
| 10 septembrie 2016 16:00 | RK Krim             | 28 – 22 | IUVENTA Michalovce | Hala Kodeljevo, Ljubljana Asistență: 1,000 Arbitri: Brkić, Jusufhodžić |
| 10 septembrie 2016 16:00 | Bajramoska, Barič 6 | (14–10) | Levcenko 5         | Hala Kodeljevo, Ljubljana Asistență: 1,000 Arbitri: Brkić, Jusufhodžić |
| 10 septembrie 2016 16:00 | 5× 3×               | Cronica | 3×                 | Hala Kodeljevo, Ljubljana Asistență: 1,000 Arbitri: Brkić, Jusufhodžić |

| 10 septembrie 2016 18:30 | MKS Selgros Lublin | 27 – 28 | Indeco Conversano | Hala Kodeljevo, Ljubljana Asistență: 150 Arbitri: Brunner, Salah |
| 10 septembrie 2016 18:30 | Repelewska 5       | (12–14) | Rotondo 9         | Hala Kodeljevo, Ljubljana Asistență: 150 Arbitri: Brunner, Salah |
| 10 septembrie 2016 18:30 | 3× 2×              | Cronica | 5× 2×             | Hala Kodeljevo, Ljubljana Asistență: 150 Arbitri: Brunner, Salah |

### Third place game
| 11 septembrie 2016 14:00 | IUVENTA Michalovce | 21 – 33 | MKS Selgros Lublin | Hala Kodeljevo, Ljubljana Asistență: 70 Arbitri: Brunner, Salah |
| 11 septembrie 2016 14:00 | Levcenko 4         | (12–16) | Kozimur 7          | Hala Kodeljevo, Ljubljana Asistență: 70 Arbitri: Brunner, Salah |
| 11 septembrie 2016 14:00 | 2×                 | Cronica | 5× 2×              | Hala Kodeljevo, Ljubljana Asistență: 70 Arbitri: Brunner, Salah |

### Finala
| 11 septembrie 2016 17:00 | RK Krim  | 37 – 16 | Indeco Conversano | Hala Kodeljevo, Ljubljana Asistență: 1.200 Arbitri: Brkić, Jusufhodžić |
| 11 septembrie 2016 17:00 | Kamdop 7 | (20–7)  | Duran 7           | Hala Kodeljevo, Ljubljana Asistență: 1.200 Arbitri: Brkić, Jusufhodžić |
| 11 septembrie 2016 17:00 | 3×       | Cronica | 1× 2×             | Hala Kodeljevo, Ljubljana Asistență: 1.200 Arbitri: Brkić, Jusufhodžić |